# Classe Zara
A Classe Zara foi uma classe de cruzadores pesados operados pela Marinha Real Italiana, composta pelo Zara, Fiume, Gorizia e Pola. O batimento de quilha das embarcações ocorreu entre 1929 e 1931 nos estaleiros da Odero Terni Orlando e Stabilimento Tecnico Triestino, sendo lançados ao mar em 1930 e 1931 e comissionados em 1931 e 1932. Foi a segunda classe de cruzadores pesados da Itália e foram encomendados depois de elementos dentro do alto comando naval italiano terem duvidado da efetividade da predecessora Classe Trento, que sacrificava blindagem em favor de velocidade. Consequentemente, a Classe Zara foi construída com uma ênfase muito maior em proteção.
Os cruzadores da Classe Zara eram armados com uma bateria principal formada por oito canhões de 203 milímetros montados em quatro torres de artilharia duplas, duas na proa e duas na popa. Tinham um comprimento de fora a fora de 182 metros, boca de vinte metros, calado de mais de sete metros e um deslocamento carregado que ficava acima de catorze mil toneladas. Seus sistemas de propulsão eram compostos por oito caldeiras a óleo combustível que alimentavam duas  turbinas a vapor, que por sua vez giravam duas hélices até uma velocidade máxima de 32 nós (59 quilômetros por hora). Os navios também tinham um cinturão de blindagem com 150 milímetros de espessura.
Todos os quatro navios ocuparam-se de treinamentos e revistas oficiais no período entreguerras, mas deram apoio para a invasão italiana da Albânia em 1939. Tiveram grande atuação no Mar Mediterrâneo depois da Itália ter entrado na Segunda Guerra Mundial, participando das batalhas de Calábria, Tarento e Cabo Matapão. Nesta última, o Zara, Fiume e Pola foram afundados por couraçados britânicos. O Gorizia continuou em serviço e participou da Primeira e Segunda Batalha de Sirte. Foi seriamente danificado por ataques aéreos em abril de 1943 e tomado pela Alemanha depois da rendição italiana em setembro. Entretanto, foi abandonado no porto e desmontado depois do fim da guerra.

## Desenvolvimento
Elementos do alto comando da Marinha Real Italiana começaram a duvidar da efetividade dos cruzadores pesados da Classe Trento enquanto ainda estavam em construção, isso porque os navios sacrificavam proteção de blindagem em favor de uma velocidade máxima elevada. Essa facção defendia um projeto mais equilibrado que incorporasse uma blindagem mais ampla, com um cinturão principal de duzentos milímetros de espessura, mas mantendo a bateria principal de oito canhões de 203 milímetros e uma velocidade de pelo menos 32 nós (59 quilômetros por hora).
Os projetistas logo descobriram que tais características não poderiam ser incorporadas dentro do limite de dez mil toneladas imposto pelo Tratado Naval de Washington. O comando da Marinha Real permitiu que os navios excedessem os limites de deslocamento, porém instruiu os projetistas a eliminarem quaisquer características desnecessárias para economizarem o máximo de peso possível. Consequentemente, a espessura do cinturão foi reduzida e os tubos de torpedo removidos. O convés contínuo da Classe Trento foi abandonado em favor de um castelo da proa e um convés principal rebaixado. Além disso, a Classe Zara recebeu apenas duas hélices impulsionadas por maquinários mais leves, diferentemente das quatro hélices da Classe Trento. Mesmo assim, os cruzadores excederam o limite de deslocamento em pelo menos 1,3 mil toneladas.
O trabalho no projeto da Classe Zara foi finalizado em meados de 1928 e as duas primeiras embarcações, o Zara e o Fiume, foram encomendados sob o programa de construção naval de 1928–29. O Gorizia foi autorizado no programa de 1929–30, enquanto o Pola foi encomendado junto com o programa de 1930–31. Todos os quatro cruzadores foram nomeados em homenagem a antigas cidades da Áustria-Hungria que foram anexadas pela Itália depois da Primeira Guerra Mundial.

## Projeto

### Características

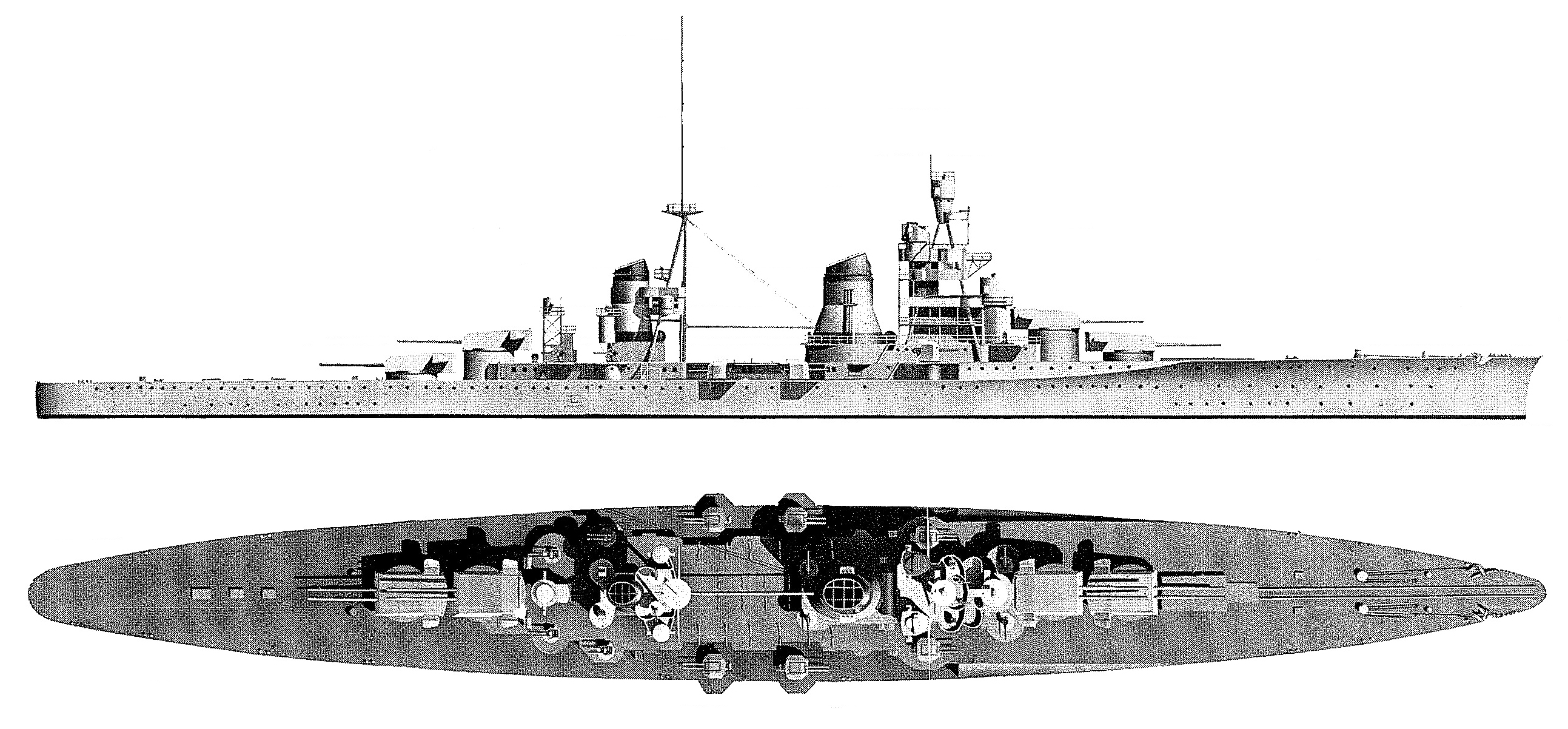
Desenho da Classe Zara

Os navios da Classe Zara tinham 179,6 metros de comprimento da linha de flutuação e 182,8 metros de comprimento de fora a fora. A boca era de 20,62 metros e o calado de 7,2 metros. O deslocamento padrão das embarcações ficava entre 11 508 e 11,9 mil toneladas, enquanto o deslocamento carregado era de 14 168 a 14 560 toneladas, com o Fiume sendo o mais leve e o Gorizia o mais pesado. O Zara, Fiume e Gorizia foram construídos com superestruturas pequenas para economizar peso, porém o Pola recebeu uma estrutura na ponte de comando muito maior para acomodar a equipe de um almirante, pois ele serviria de capitânia da frota. Todos os quatro tinham dois mastros em tripé, com o mastro dianteiro sendo erguido sobre a ponte. A tripulação era formada por 841 oficiais e marinheiros. Os cruzadores também carregavam dois hidroaviões IMAM Ro.43 para reconhecimento aéreo; o hangar ficava embaixo do castelo de proa e uma catapulta fixa foi instalada na linha central da proa.
Os cruzadores eram impulsionados por duas turbinas a vapor Parsons alimentadas por oito caldeiras Thornycroft a óleo combustível, com exceção do Fiume, que foi equipado com caldeiras Yarrow. Os motores produziam 95 mil cavalos-vapor (69,9 mil quilowatts) de potência, possibilitando uma velocidade máxima de 32 nós (59 quilômetros por hora), porém todos os quatro navios excederam esses valores durante seus testes marítimos, alcançando um mínimo de 118 mil cavalos-vapor (86,8 mil quilowatts) e velocidades máximas de 33 a 34 nós (61 a 63 quilômetros por hora). Mesmo assim, em serviço, sua velocidade variava entre 31 e 32 nós (57 e 59 quilômetros por hora). Cada embarcação carregava de 2,3 a 2,4 mil toneladas de óleo combustível, o que permitia uma autonomia de 4 850 até 5 400 milhas náuticas (8 960 até dez mil quilômetros) a uma velocidade de dezesseis nós (trinta quilômetros por hora). Navegando em velocidade máxima, a autonomia caía para 1 150 a 1,9 mil milhas náuticas (2 130 a 3 520 quilômetros). Essa autonomia relativamente pequena não era um grande problema, pois os navios italianos tinham a intenção de operar dentro dos confins limitados do Mar Mediterrâneo.

### Armamento

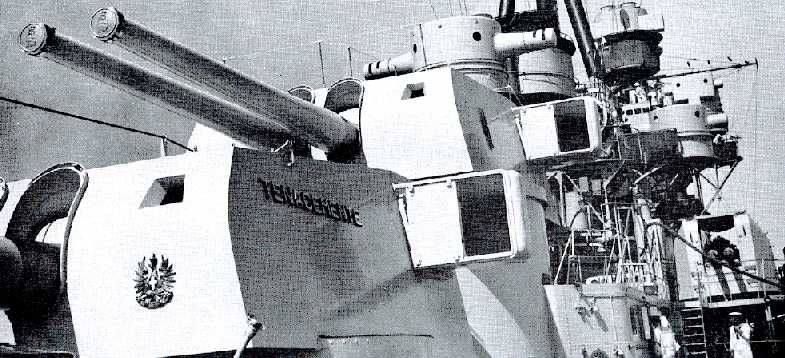
As torres de artilharia traseiras do Zara; "Tenazmente" está inscrito na lateral

A Classe Zara era armada com uma bateria principal composta por oito canhões Ansaldo Modello 1929 calibre 53 de 203 milímetros montados em quatro torres de artilharia duplas. Estas torres eram arranjadas em duas na proa e duas na popa, em ambos os casos com uma sobreposta a outra. As armas disparavam projéteis de 125 quilogramas a uma velocidade de saída de 940 metros por segundo, com a cadência de tiro sendo de aproximadamente três disparos e meio por minuto. A elevação máxima dos canhões era de 45 graus, o que permitia um alcance máximo de disparo de 31,5 quilômetros. Cada embarcação carregava 157 projéteis por canhão. Os navios da Classe Zara, assim como aqueles da Classe Trento, sofriam de problemas de dispersão (o que prejudicava a precisão dos disparos). O problema vinha principalmente do péssimo controle de qualidade das fábricas de munição italianas, que não eram capazes de garantir tolerâncias de fabricação rígidas para projéteis precisos. Além disso, as montagens das torres exigiam que os canhões ficassem muito próximos um do outro, fazendo com que um projétil interferisse com o outro durante sua trajetória, contribuindo para o problema de dispersão. As armas posteriormente receberam projéteis modificados que disparavam a uma velocidade de saída de novecentos metros por segundo em uma tentativa de melhorar a dispersão.
A defesa antiaérea tinha dezesseis canhões O.T.O. Modello 1928 calibre 47 de 100 milímetros em montagens duplas, quatro canhões Vickers-Terni calibre 39 de 40 milímetros em montagens simples e oito metralhadoras Breda Modello 1931 de 13,2 milímetros em montagens duplas. As armas de 100 milímetros eram cópias de canhões austro-húngaros projetados em 1910 pela Škoda que foram colocados em montagens de duplo-propósito recém-projetadas. Elas podiam se elevar até 85 graus, o que dava um alcance de 15,2 quilômetros. Essa bateria secundária foi revisada várias vezes. Dois dos canhões de 100 milímetros e todos os canhões de 40 milímetros foram removidos no final da década de 1930 e substituídos por oito canhões Breda calibre 54 de 37 milímetros. Dois canhões calibre 15 de 150 milímetros foram adicionados em 1940 para dispararem projéteis iluminadores. As metralhadoras foram substituídas no ano seguinte por catorze canhões de 20 milímetros em seis montagens duplas e duas únicas.

### Blindagem
Os cruzadores eram protegidos por uma cidadela blindada que cobria as partes vitais, incluindo salas de máquinas e depósitos de munição. A proteção vertical consistia em um cinturão blindado de 150 milímetros de espessura na linha d'água, que reduzia-se para cem milímetros na borda inferior. O convés blindado principal tinha setenta milímetros de espessura, com a caixa formada pelo cinturão e pelo convés sendo selada nas extremidade por anteparas blindadas de 120 milímetros de espessura em cima e noventa milímetros em baixo. O convés principal era complementado por um convés superior de vinte milímetros de espessura, que tinha a intenção de detonar a espoleta dos projéteis antes de acertarem o convés principal. A conexão do convés superior com a parte superior do cinturão blindado tinha trinta milímetros de espessura. As torres de artilharia tinha placas de 150 milímetros na frente, enquanto as barbetas tinham a mesma espessura. A torre de comando tinha laterais de 150 milímetros e um teto de oitenta milímetros.
A Classe Zara tinha um nível de proteção três vezes maior que a Classe Trento. Sua blindagem pesada fez dos navios os cruzadores pesados mais bem protegidos do mundo até a entrada em serviço da Classe Des Moines da Marinha dos Estados Unidos em 1948. Essa blindagem adicional teria feito as embarcações muito pesadas na proa, então para equilibrar isso, a parte de trás foi elevada em um convés atrás da chaminé dianteira. O resultado foi uma excelente proteção e integridade a prova d'água.

## Navios
| Navio   | Construtor                     | Homônimo | Batimento           | Lançamento             | Comissionamento        | Destino                          | Ref   |
| ------- | ------------------------------ | -------- | ------------------- | ---------------------- | ---------------------- | -------------------------------- | ----- |
| Zara    | Odero Terni Orlando            | Zara     | 4 de julho de 1929  | 27 de abril de 1930    | 20 de outubro de 1931  | Afundados em 29 de março de 1941 | [ 1 ] |
| Fiume   | Stabilimento Tecnico Triestino | Fiume    | 29 de abril de 1929 | 27 de abril de 1930    | 23 de novembro de 1931 | Afundados em 29 de março de 1941 | [ 1 ] |
| Gorizia | O.T.O. Cantieri di Livorno     | Gorizia  | 17 de março de 1930 | 28 de dezembro de 1930 | 23 de dezembro de 1931 | Desmontado em 1947               | [ 1 ] |
| Pola    | O.T.O. Cantieri di Livorno     | Pola     | 17 de março de 1931 | 5 de dezembro de 1931  | 21 de dezembro de 1932 | Afundado em 29 de março de 1941  | [ 1 ] |

## História

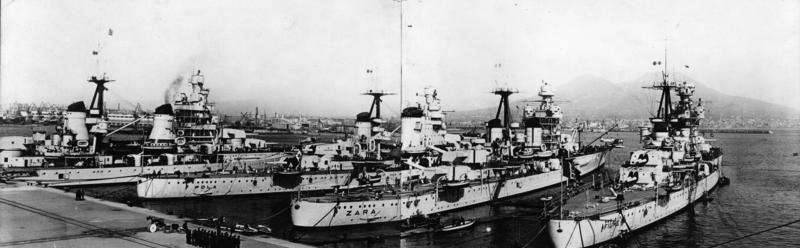
O Gorizia, Pola, Zara e Fiume em Nápoles em 1938

Os quatro membros da Classe Zara entraram em serviço no início da década de 1930 e participaram de exercícios de treinamento junto com o resto da frota italiana, além de revistas oficiais em homenagens a líderes estrangeiros, incluindo para Adolf Hitler da Alemanha e Miklós Horthy da Hungria. O Gorizia e Pola se envolveram na Guerra Civil Espanhola em 1936, quando o segundo realizou patrulhas de não-intervenção e o primeiro transportou cidadãos italianos de Gijón até Le Verdon-sur-Mer, na França. O Gorizia em seguida visitou a Alemanha e, no caminho de volta para casa, sofreu uma explosão em um tanque de gasolina de avião que o forçou a parar em Gibraltar para reparos. Os inspetores britânicos do estaleiro descobriram que a embarcação estava muito acima dos limites do Tratado Naval de Washington. Todos os quatro cruzadores saíram em surtida em março de 1939 para impedir que uma esquadra da facção republicana espanhola chegassem no Mar Negro, forçando-os a parar em Bizerta, na Tunísia, onde foram internados. O Zara, Gorizia e Pola proporcionaram suporte de artilharia no mês seguinte para a invasão italiana da Albânia.

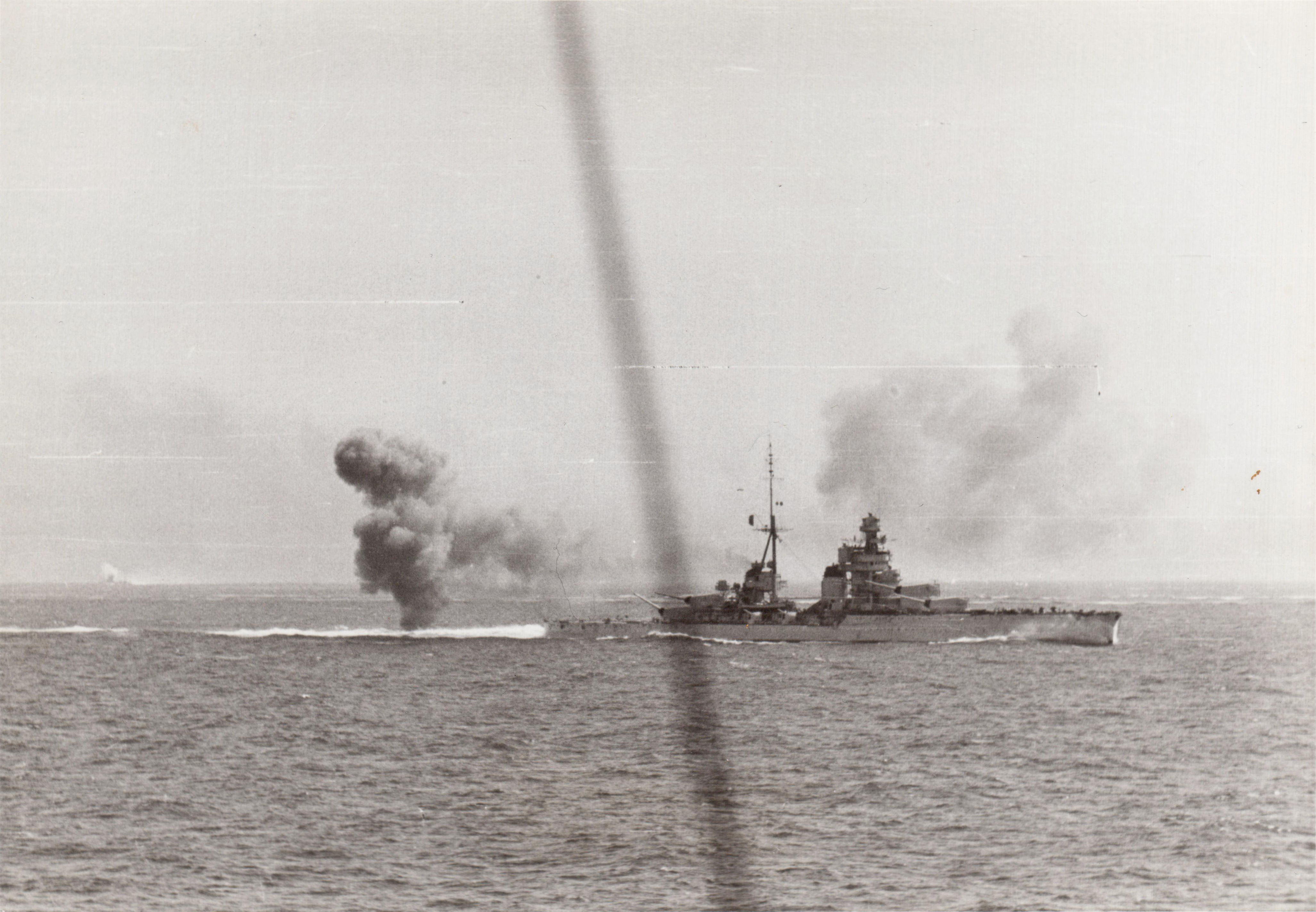
Um dos cruzadores da Classe Zara durante a guerra, c. 1940–41

Os quatro cruzadores tiveram grande atuação durante os primeiros anos da Segunda Guerra Mundial, tendo participado de várias surtidas para interceptar comboios da Marinha Real Britânica. Torpedeiros do porta-aviões HMS Eagle atacaram os navios da Classe Zara em julho de 1940 na Batalha da Calábria, porém não acertaram o alvo. As embarcações navegaram na frente da linha de batalha italiana e juntaram-se em um ataque contra o couraçado HMS Warspite, porém também não acertaram. Os cruzadores britânicos atacaram enquanto os italianos recuavam, porém disparos italianos os afastaram. Todos os quatro não foram danificados na Batalha de Tarento, em novembro. O Pola foi torpedeado e imobilizado por um torpedeiro do porta-aviões HMS Formidable em março de 1941, na Batalha do Cabo Matapão; o Zara e o Fiume foram destacados para protegerem o Pola, porém os três, mais dois contratorpedeiros, foram afundados em um confronto noturno contra os couraçados Warspite, HMS Barham e HMS Valiant. As baixas italianas foram altas, com 783 mortos a bordo do Zara, 328 no Pola e 812 no Fiume. Os sobreviventes foram resgatados por contratorpedeiros britânicos, porém contratorpedeiros gregos e um navio hospital italiano também resgataram sobreviventes nos dias seguintes.
O Gorizia, o único sobrevivente da classe, participou da Primeira Batalha de Sirte em dezembro de 1941 e depois da Segunda Batalha em março de 1942, em que enfrentou forças de cruzadores e contratorpedeiros britânicos. Nenhum dos lados acertou o outro, pois os confrontos ocorreram a uma distância muito grande. O navio, durante esse período, também tomou parte em várias operações de escolta de comboios de reabastecimento para as forças italianas e alemãs na Campanha Norte-Africana. As Forças Aéreas do Exército dos Estados Unidos realizaram um grande ataque aéreo contra La Maddalena em 10 de abril de 1943, afundando o Trieste e acertando o Gorizia com três bombas, infligindo danos seríssimos. O cruzador ainda estava sob reparos em La Spezia quando a Itália se rendeu em setembro, com ele sendo tomado pelas forças alemãs que ocuparam o país logo em seguida. Mergulhadores italianos entraram no porto em 22 de junho de 1944 a bordo de torpedos tripulados com o objetivo de afundarem o Gorizia e o Bolzano, que também estava danificado e fora de serviço, para que não fossem usados em bloqueios portuários. Entretanto, o Gorizia sobreviveu ao ataque. O cruzador foi enviado para desmontagem em 1947, depois da guerra, pois os custos de seus concertos foram considerados muito elevados.

### Citações
1. 1 2 3 4 5 6 7 8 9 10 11   Roberts 1980, p. 292
2. 1 2 3 4 5   Brescia 2012, p. 76
3. ↑   Roberts 1980, p. 283
4. ↑   Friedman 2008, p. 310
5. ↑   Brescia 2012, pp. 73–74
6. ↑   Campbell 1985, p. 326
7. ↑   Campbell 1985, p. 339
8. ↑   Martin 1988, p. 69
9. ↑   Fitzsimons 2008, p. 2614
10. ↑   Martin 1988, pp. 65–67, 69
11. 1 2 3 4   Hogg & Wiper 2004, pp. 18, 24, 46, 54
12. ↑   Greene & Massignani 1998, pp. 70–77
13. ↑   O'Hara 2009, p. 97
14. ↑   Cernuschi, Brescia & Bagnasco 2010, p. 30
15. ↑   Fioravanzo 1962, pp. 480–481
16. ↑   Hogg & Wiper 2004, p. 47
17. ↑   Greene & Massignani 1998, pp. 218–221
18. ↑   Hogg & Wiper 2004, pp. 46–47